# Ординецька сільська рада
Ордине́цька сільська́ ра́да — колишня адміністративно-територіальна одиниця та орган місцевого самоврядування в Теофіпольському районі Хмельницької області. Адміністративний центр — село Ординці.

## Загальні відомості
Ординецька сільська рада утворена в 1921 році.
- Територія ради: 25,216 км²
- Населення ради: 846 осіб (станом на 2001 рік)
- Територією ради протікає річка Полква

## Населені пункти
Сільській раді підпорядковані населені пункти:
- с. Ординці
- с. Лютарівка
- с. Червоне

## Склад ради
Рада складається з 14 депутатів та голови.
- Голова ради: Мельник Ольга Григорівна
- Секретар ради: Свірневська Оксана Вікторівна

### Керівний склад попередніх скликань
| Прізвище, ім'я, по батькові | Основні відомості                                                                       | Дата обрання | Дата звільнення |
| --------------------------- | --------------------------------------------------------------------------------------- | ------------ | --------------- |
| Мельник Ольга Григорівна    | Сільський голова, 1950 року народження, освіта середня спеціальна, член Народної партії | 26.03.2006   | 31.10.2010      |
| Мельник Ольга Григорівна    | Сільський голова, 1950 року народження, освіта середня спеціальна, член Народної партії | 31.10.2010   |                 |

Примітка: таблиця складена за даними сайту Верховної Ради України

### Депутати
За результатами місцевих виборів 2010 року депутатами ради стали:

#### За суб'єктами висування
| Суб'єкт висування | Кількість обраних депутатів | %    |
| ----------------- | --------------------------- | ---- |
| Народна партія    | 9                           | 64,3 |
| Самовисування     | 5                           | 35,7 |

#### За округами
| № округу       | Прізвище, ім'я, по батькові     | Дата визнання обраним | Освіта             | Партійна приналежність                        | Відомості про обраного депутата                               |
| -------------- | ------------------------------- | --------------------- | ------------------ | --------------------------------------------- | ------------------------------------------------------------- |
| Народна Партія |                                 |                       |                    |                                               |                                                               |
| 1              | Сапога Василь Вікторович        | 31.10.2010            | середня            | позапартійний                                 | приватний підприємець                                         |
| 2              | Щур Андрій Вікторович           | 01.11.2010            | середня            | член Народної партії                          | фельдшерсько-акушерський пункт с. Ординці, завідувач          |
| 5              | Стаднічук Лариса Степанівна     | 01.11.2010            | вища               | член Народної партії                          | Ординецька загальноосвітня школа І-ІІІ ст., вчитель           |
| 7              | Королюк Тетяна Петрівна         | 01.11.2010            | середня            | член Народної партії                          | Ординецька загальноосвітня школа І-ІІІ ст., вчитель           |
| 9              | Нагребельний Микола Миколайович | 01.11.2010            | середня            | член Народної партії                          | ФГ «Орій», різноробочий                                       |
| 10             | Свірневська Оксана Вікторівна   | 01.11.2010            | середня            | член Народної партії                          | Ординецька сільська рада, секретар                            |
| 12             | Чубій Ольга Іванівна            | 01.11.2010            | вища               | член Народної партії                          | Лютарівська НВК «ДНЗ — загальноосвітня школа І ст.», директор |
| 13             | Мудрак Ніна Іванівна            | 01.11.2010            | середня            | член Народної партії                          | ФГ «Орій», різноробоча                                        |
| 14             | Лисенко Сергій Ананійович       | 01.11.2010            | середня            | член Народної партії                          | ФГ «Орій», обліковець тракторної бригади                      |
| Самовисування  |                                 |                       |                    |                                               |                                                               |
| 3              | Рей Лідія Миколаївна            | 01.11.2010            | середня спеціальна | член Всеукраїнського об'єднання «Батьківщина» | будинку культури, директор                                    |
| 4              | Мельник Сергій Вікторович       | 01.11.2010            | середня            | член Всеукраїнського об'єднання «Батьківщина» | ТОВ «Україна 2001», бригадир тракторної бригади               |
| 6              | Шевчук Зоя Володимирівна        | 01.11.2010            | середня            | член Всеукраїнського об'єднання «Батьківщина» | тимчасово не працює                                           |
| 8              | Дмитрук Оксана Ростиславівна    | 01.11.2010            | вища               | позапартійна                                  | Ординецька загальноосвітня школа І-ІІІ ст., вчитель           |
| 11             | Баліцька Надія Олексіївна       | 01.11.2010            | вища               | позапартійна                                  | тимчасово не працює                                           |